# Robert Emhardt
Robert Emhardt (* 24. Juli 1914 in Indianapolis, Indiana; † 26. Dezember 1994 in Ojai, Kalifornien) war ein US-amerikanischer Schauspieler.

## Leben und Werk
Robert Emhardt studierte Schauspiel an der Royal Academy of Dramatic Art in London und begann seine Karriere in den 1930er-Jahren beim Theater. Als großes Vorbild bezeichnete Emhardt den Schauspieler Charles Laughton. Einmal fungierte er Emhardt als die Zweitbesetzung für den Schauspieler Sydney Greenstreet, mit dem er eine gewisse Ähnlichkeit aufwies. Ähnlich wie Greenstreet vor ihm erarbeitete sich der „übergewichtige, phlegmatisch wirkende“ Emhardt eine Nische als Darsteller von schurkenhaften oder zumindest zwielichtig wirkenden Charakteren, beispielsweise knallharte Geschäftsmänner, korrupte Politiker oder rücksichtslose Gangsterbosse.
Emhardt spielte viele Jahre Theater, unter anderem 1942 an der Seite von Alfred Lunt und Lynn Fontanne im Broadway-Stück The Pirate. 1949 gewann er den New York Drama Critics’ Circle Award als Bester Nebendarsteller für seinen Auftritt in dem Stück Life With Mother. 1952 drehte er seinen ersten Kinofilm Im Banne des Teufels, daraufhin folgten regelmäßige Engagements in Hollywood. Zu Emhardts bekanntesten Filmrollen zählen der bestohlene Geschäftsmann Butterfeld in Delmer Daves’ Westernklassiker Zähl bis drei und bete (1957) mit Glenn Ford und Van Heflin, der Gangsterboss in Samuel Fullers Thriller Alles auf eine Karte (1961) neben Cliff Robertson und ein wohlhabender Rassist in Roger Cormans Weißer Terror (1962), der die Arbeit eines von William Shatner gespielten Demagogen finanziert. Seine persönliche Lieblingsrolle spielte er Sidney Lumets Filmdrama Die Clique aus dem Jahr 1966. Noch häufiger als im Kino war er allerdings im US-Fernsehen anzutreffen, wo er Gastrollen in zahlreichen populären Serien übernahm.
Anfang der 1980er-Jahre zog sich Emhardt aus dem Filmgeschäft zurück, insgesamt spielte er in über 160 Film- und Fernsehproduktionen. Emhardt starb im Dezember 1994 im Alter von offenbar 80 Jahren an Herzversagen, obwohl damals im Nachruf der New York Times angenommen wurde, er sei fast 90 Jahre alt geworden. Er hinterließ seine Frau Silvia, zwei Söhne und eine Tochter.

## Filmografie (Auswahl)
- 1939: Marco Millions (Fernsehfilm)
- 1949–1950: Westinghouse Studio One (Fernsehserie, 4 Folgen)
- 1950–1952: Suspense (Fernsehserie, 12 Folgen)
- 1951–1958: Kraft Television Theatre (Fernsehserie, 8 Folgen)
- 1952: Im Banne des Teufels (The Iron Mistress)
- 1955: Hollywood-Story (The Big Knife)
- 1955–1964: Alfred Hitchcock präsentiert (Alfred Hitchcock Presents, Fernsehserie, 7 Folgen)
- 1956–1957: The Alcoa Hour (Fernsehserie, 4 Folgen)
- 1956–1962: General Electric Theater (Fernsehserie, 3 Folgen)
- 1957: Zähl bis drei und bete (3:10 to Yuma)
- 1958: All the King’s Men (Fernsehfilm)
- 1958: Geraubtes Gold (The Badlanders)
- 1959: Peter Gunn (Fernsehserie, Folge 2x10)
- 1959, 1968: Rauchende Colts (Gunsmoke, Fernsehserie, 2 Folgen)
- 1960: Unrasiert und fern der Heimat (Wake Me When It’s Over)
- 1960–1961: Sunday Showcase (Fernsehserie, 5 Folgen)
- 1960–1963: Die Unbestechlichen (The Untouchables, Fernsehserie, 3 Folgen)
- 1960–1965: Perry Mason (Fernsehserie, 3 Folgen)
- 1961: Gnadenlose Stadt (Naked City, Fernsehserie, Folge 2x12)
- 1961: Am Fuß der blauen Berge (Laramie, Fernsehserie, Folge 2x18)
- 1961: Alles auf eine Karte (Underworld U.S.A.)
- 1961: Twilight Zone (The Twilight Zone, Fernsehserie, Folge 2x20 Das alte Radio)
- 1961–1963: Have Gun – Will Travel (Fernsehserie, 4 Folgen)
- 1962: Weißer Terror (The Intruder)
- 1962: Kid Galahad – Harte Fäuste, heiße Liebe (Kid Galahad)
- 1962: Mooncussers
- 1962–1963: Route 66 (Fernsehserie, 2 Folgen)
- 1962–1970: Walt Disneys bunte Welt (Walt Disney's Wonderful World of Color, Fernsehserie, 8 Folgen)
- 1963, 1966: Andy Griffith Show (The Andy Griffith Show, Fernsehserie, 2 Folgen)
- 1963–1969: Bonanza (Fernsehserie, 3 Folgen)
- 1964: Temple Houston (Fernsehserie, Folge 1x15)
- 1964: Das große Abenteuer (The Great Adventure, Fernsehserie, Folge 1x16)
- 1964: Meine drei Söhne (My Three Sons, Fernsehserie, 2 Folgen)
- 1965: The Magnificent Yankee (Fernsehfilm)
- 1965: The Trials of O’Brien (Fernsehserie, Folge 1x13)
- 1966: Die Clique (The Group)
- 1966: Noon Wine (Fernsehfilm)
- 1966: Kanonenboot am Yangtse-Kiang (The Sand Pebbles)
- 1966–1967: Verrückter wilder Westen (The Wild Wild West, Fernsehserie, 2 Folgen)
- 1967: Invasion von der Wega (The Invaders, Fernsehserie, Folge 1x06)
- 1967: Solo für O.N.C.E.L. (The Man from U.N.C.L.E., Fernsehserie, 2 Folgen)
- 1967: Texas-Desperados (Hostile Guns)
- 1967: Mannix (Fernsehserie, Folge 1x07)
- 1967: Daniel Boone (Fernsehserie, Folge 4x11)
- 1968: Als das Licht ausging (Where Were You When the Lights Went Out?)
- 1969: Planet der Giganten (Land of the Giants, Fernsehserie, Folge 1x17)
- 1969: Ein Frechdachs im Maisbeet (Rascal)
- 1969: Ein himmlischer Schwindel (Change of Habit)
- 1970: Stellt euch vor, es gibt Krieg und keiner geht hin (Suppose They Gave a War and Nobody Came)
- 1970: The Boy Who Stole the Elephant (Fernsehfilm)
- 1970–1971: Dr. med. Marcus Welby (Marcus Welby, Fernsehserie, 2 Folgen)
- 1970, 1972: Doris Day in... (The Doris Day Show, Fernsehserie, 2 Folgen)
- 1971: The Name of the Game (Fernsehserie, Folge 3x15)
- 1971: Lawman
- 1971: Owen Marshall – Strafverteidiger (Owen Marshall: Counselor at Law, Fernsehserie, Folge 1x06)
- 1971: Adam-12 (Fernsehserie, Folge 4x09)
- 1971–1973: FBI (The F.B.I., Fernsehserie, 3 Folgen)
- 1972: Der Chef (Ironside, Fernsehserie, Folge 5x18)
- 1972: Drei Mädchen und drei Jungen (The Brady Bunch, Fernsehserie, Folge 3x23)
- 1973: Kung Fu (Fernsehserie, Folge 1x03 Caines Blutsbruder)
- 1973: Scorpio, der Killer (Scorpio)
- 1973: Ein Mann geht über Leichen (The Stone Killer)
- 1973: Die Straßen von San Francisco (The Streets of San Francisco, Fernsehserie, Folge 2x06)
- 1974: Petrocelli – Nächtliche Spiele (Night Games, Fernsehfilm)
- 1974: Die Wiege des Bösen (It’s Alive)
- 1974: Cannon (Fernsehserie, Folge 4x04)
- 1974: The F.B.I. Story: The FBI Versus Alvin Karpis, Public Enemy Number One (Fernsehfilm)
- 1975: Kojak – Einsatz in Manhattan (Kojak, Fernsehserie, Folge 2x18)
- 1975: Mary Tyler Moore (The Mary Tyler Moore Show, Fernsehserie, Folge 5x19)
- 1975: Make-up und Pistolen (Police Woman, Fernsehserie, Folge 1x16)
- 1975: Lincoln (Sandburg's Lincoln, Miniserie, Folge 2x01)
- 1975: California Cops – Neu im Einsatz (The Rookies, Fernsehserie, Folge 4x04)
- 1976: Liebe und andere Verbrechen (Alex & the Gypsy)
- 1976–1977: The Kids from C.A.P.E.R. (Fernsehserie, 13 Folgen)
- 1977: Starsky & Hutch (Fernsehserie, Folge 2x18)
- 1977: Die College-Gang (Fraternity Row)
- 1977: It Happened One Christmas (Fernsehfilm)
- 1978: The Seniors
- 1978: Die Sister, Die!
- 1979: The Edge of Night (Fernsehserie, 11 Folgen)
- 1980: CBS Afternoon Playhouse (Fernsehserie, 5 Folgen)
- 1981: Quincy (Fernsehserie, Folge 6x09)
- 1982: Kalte Wut (Forced Vengeance)